# روح‌الله باقری
روح‌الله باقری (زادهٔ ۲۳ بهمن ۱۳۶۹) بازیکن فوتبال اهل ایران است.
وی سابقه بازی در تیم‌های نیروی زمینی، پاس همدان، سیاه‌جامگان، شهر خودرو، مس کرمان، خونه به خونه، استقلال، نساجی، سپاهان و هوادار را دارد.

## دوران باشگاهی حرفه‌ای

### سابقه باشگاهی
وی سابقه بازی در باشگاه‌های نیروی زمینی، سیاه جامگان، پدیده، مس کرمان و خونه به خونه را دارد

### خونه به خونه
روح‌الله باقری در سال ۹۴ با قراردادی سه ساله به خونه به خونه پیوست.
اوج درخشش او در جام حذفی ۹۷–۹۶ بود.
در حالی که خونه به خونه ۱ بر ۰ بازی را به استقلال خوزستان واگذار کرده بود باقری در دقایق پایانی بازی توانست هت ریک کند و یک تنه این تیم را به فینال ببرد.
اما دریافت کارت زرد باعث محرومیت او در بازی نهایی مقابل استقلال تهران شد

### استقلال تهران
در پی درخشش باقری در تیم خونه به خونه مورد توجه وینفرد شفر سرمربی وقت استقلال قرار گرفت
وی سرانجام در خرداد ماه ۱۳۹۷ با قراردادی سه ساله به عضویت تیم استقلال تهران درآمد.
اولین پاس گل روح‌الله باقری در بازی رفت استقلال و ذوب آهن در هفته دوم (لیگ ۱۳۹۷–۱۳۹۸) بود که وریا غفوری توانست آن را گل کند و در هفته سوم مقابل تراکتورسازی تبریز شوت او پس از برخورد با مدافع حریف باعث شد گل اول استقلال به ثمر برسد که در نهایت استقلال در آن مسابقه ۳–۰ به پیروزی رسید.
نخستین گل روح‌الله باقری برای استقلال در لیگ قهرمانان آسیا بود در مسابقه برگشت استقلال و السد در مرحله ۱/۴ نهایی به‌ثمر رسانید.
پس از آن گل پیروزی استقلال در جام حذفی مقابل نفت مسجدسلیمان را زد.
و در بازی رفت استقلال مقابل استقلال خوزستان نخستین گل خود در لیگ برتر فوتبال ایران را به ثمر رساند.

## آمار باشگاهی

### آمار گلزنی
تا تاریخ ۳۰ ژوئیه ۲۰۲۱
| باشگاه             | لیگ                | فصل                | لیگ  | لیگ | جام حذفی | جام حذفی | آسیا | آسیا | مجموع | مجموع |
| باشگاه             | لیگ                | فصل                | بازی | گل  | بازی     | گل       | بازی | گل   | بازی  | گل    |
| ------------------ | ------------------ | ------------------ | ---- | --- | -------- | -------- | ---- | ---- | ----- | ----- |
| پدیده              | لیگ برتر           | ۹۴–۱۳۹۳            | ۱۰   | ۰   | ۰        | ۰        | _    | _    | ۱۰    | ۰     |
| مجموع پدیده        | مجموع پدیده        | مجموع پدیده        | ۱۰   | ۰   | ۰        | ۰        | _    | _    | ۱۰    | ۰     |
| مس کرمان           | لیگ آزادگان        | ۹۴–۱۳۹۳            | ۵    | ۱   | ۰        | ۰        | _    | _    | ۵     | ۱     |
| مجموع مس کرمان     | مجموع مس کرمان     | مجموع مس کرمان     | ۵    | ۱   | ۰        | ۰        | _    | _    | ۵     | ۱     |
| خونه به خونه       | لیگ آزادگان        | ۹۵–۱۳۹۴            | ۲۸   | ۰   | ۰        | ۰        | _    | _    | ۲۸    | ۰     |
| خونه به خونه       | لیگ آزادگان        | ۹۶–۱۳۹۵            | ۲۵   | ۸   | ۱        | ۲        | _    | _    | ۲۶    | ۱۰    |
| خونه به خونه       | لیگ آزادگان        | ۹۷–۱۳۹۶            | ۳۲   | ۱۲  | ۴        | ۴        | _    | _    | ۳۶    | ۱۶    |
| مجموع خونه به خونه | مجموع خونه به خونه | مجموع خونه به خونه | ۸۵   | ۲۰  | ۵        | ۶        | _    | _    | ۹۰    | ۲۶    |
| استقلال            | لیگ برتر           | ۹۸–۱۳۹۷            | ۱۴   | ۱   | ۲        | ۱        | ۲    | ۱    | ۱۸    | ۳     |
| مجموع استقلال      | مجموع استقلال      | مجموع استقلال      | ۱۴   | ۳   | ۲        | ۱        | ۲    | ۱    | ۱۸    | ۳     |
| شهر خودرو          | لیگ برتر           | ۹۹–۱۳۹۸            | ۸    | ۱   | ۲        | ۰        | ۰    | ۰    | ۱۰    | ۱     |
| مجموع شهرخودرو     | مجموع شهرخودرو     | مجموع شهرخودرو     | ۸    | ۱   | ۲        | ۰        | ۰    | ۰    | ۱۰    | ۱     |
| نساجی              | لیگ برتر           | ۹۹–۱۳۹۸            | ۱۳   | ۱   | ۰        | ۰        | _    | _    | ۱۳    | ۱     |
| مجموع نساجی        | مجموع نساجی        | مجموع نساجی        | ۱۳   | ۱   | ۰        | ۰        | _    | _    | ۱۳    | ۱     |
| سپاهان             | لیگ برتر           | ۱۴۰۰–۱۳۹۹          | ۹    | ۰   | ۱        | ۱        | _    | _    | ۱۰    | ۱     |
| مجموع سپاهان       | مجموع سپاهان       | مجموع سپاهان       | ۹    | ۰   | ۱        | ۱        | _    | _    | ۱۰    | ۱     |
| مجموع آمار         | مجموع آمار         | مجموع آمار         | ۱۴۱  | ۲۴  | ۱۰       | ۸        | ۲    | ۱    | ۱۵۲   | ۳۳    |

### آمار پاس گل
| فصل     | تیم     | پاس گل |
| ------- | ------- | ------ |
| ۹۸–۱۳۹۷ | استقلال | ۲      |

## افتخارات

### باشگاهی
- نایب قهرمانی در جام حذفی فوتبال ایران ۹۷–۱۳۹۶ به همراه تیم خونه به خونه